# Col·legi Lestonnac de Barcelona
Col·legi Lestonnac és una escola religiosa de la Companyia de Maria a Barcelona, fundada el 13 d'octubre de 1650 per cinc monges pertanyents a la Companyia de Maria procedents de Besiers.

## Història
El Col·legi fou obert inicialment com un convent de clausura i escola gratuïta per a nenes, tant internes com externes. Inicialment, per manca d'un espai adient es van allotjar en el Palau Jossà (actual Reial Cercle Artístic), amb la col·laboració de Guillem de Jossà. Era la primera institució educativa femenina del nostre país. Allà van iniciar la seva tasca docent. L'ensenyament constava únicament de tasques de la dona a la llar, i posteriorment es van afegir l'ensenyança de lectura, escriptura i números. Era la primera casa de la Companyia a la Península.
L'any 1655 es traslladaren al Palau de l'Arquebisbe, edifici molt més pràctic per a les seves activitats (en l'actual carrer del Pas de l'ensenyança, on s'hi pot trobar una placa que ens ho recorda). Degut a la seva tasca docent van ser sempre respectades en aquelles èpoques més dures: Guerra de Successió, ocupació napoleònica, Trienni Liberal, Crema de Convents i Exclaustració de 1835 i Desamortització de 1837. Només entre 1840 i 1845 abandonaren temporalment el seu edifici. Retornades en 1845, amb l'obertura del carrer Ferran i el progressiu enrunament del seu edifici es veieren obligades a traslladar-se.
Així es va construir un nou edifici al carrer de Pau Claris amb Aragó en 1874-75, mitjançant el conveni amb una empresa que construí el nou edifici a canvi de rebre l'antic com a pagament. Llavors les religioses encara impartien primer ensenyament i labors per a internes i externes, des dels 5 anys. El principi d'ensenyament gratuït es va mantenir inamovible fins a 1950, a la vegada que es va transformar l'Orde en una comunitat femenina sense clausura.
Des de 1976 es va incorporar la Formació Professional a l'oferta formativa del Centre.

## L'Ensenyança
La Comunitat de Barcelona experimentà a partir de 1660 una vitalitat progressiva que la portà a finals de segle a la fundació de noves cases de Tudela i Tarragona i també a Amèrica.
Les fundacions dels convents-escola de Barcelona, Tudela i Tarragona significaren una innovació considerable, ja que comptaven amb un projecte educatiu de formació integral, on s'agrupava a les alumnes en diferents grups en funció de les seves edats i coneixements. Per tal de portar a terme el projecte eduactiu de Joana de Lestonnac s'empraren edificis escolars que responien a les noves exigències pedagògiques i que permetien combinar l'escola amb el convent.
Aviat es va convertir en l'expressió que donava nom a aquesta educació integral. Així doncs, "anar a l'ensenyança"- que fou el nom que el poble va donar al col·legi i al carrer de Barcelona on estava situat- es va convertir en l'expressió que donava nom a aquesta educació integral. Aquest mateix fet va passar també en altres llocs d'Espanya i de Llatinoamèrica.
Aquest mateix fet va passar també en altres llocs d'Espanya i de Llatinoamèrica. Actualment imparteix ensenyaments a les etapes d'educació infantil, primària, secundària i batxillerat. Actualment és un centre concertat amb la Generalitat de Catalunya. El 1999 van rebre la Medalla d'Honor de Barcelona amb motiu de la celebració del 350è aniversari de la fundació del col·legi a Barcelona.